# أندرو بالمر (دبلوماسي)
أندرو بالمر (بالإنجليزية: Andrew Palmer)‏ هو دبلوماسي بريطاني، ولد في 1937.